# عامر شوملي
عامر شوملي (1981-) هو فنان وصانع افلام فلسطيني، من مواليد دولة الكويت عام 1981، ومقيم في رام الله. حاصل على درجة الماجستير في الرسوم المتحركة من جامعة "بورنموث" في المملكة المتحدة، وشهادة البكالوريوس في الهندسة المعمارية من جامعة بيرزيت في فلسطين. عضو هيئة أكاديمية لبرنامج بكالوريوس في كليّة الفنون والموسيقى والتصميم، في جامعة بيرزيت. وعًين مديراً عاماً للمتحف الفلسطيني عام 2023.

## أسلوبه
يستخدم الشوملي وسائط مرئية متعددة من بينها الفن المفاهيمي والرسم والوسائط الرقمية والأفلام والكوميديا لإستكشاف القضايا الاجتماعية والسياسية الفلسطينية وأيقونة الثورة كأدوات اجتماعية وسياسية للتغيير.

## إنجازاته
- أسس استوديوهات "زان" في رام الله في مجال الأفلام المتحركة وكرسام للملصقات وكتب الأطفال ومنتجات الوسائط المتعددة. وقد عرضت أعماله في الشرق الأوسط وأوروبا، وعرض فيلمه "الموت بالضوء" في مختلف أنحاء العالم. وقد شارك في إخراج وتحريك المسلسل التلفزيوني المتحرك "هواجس متحركة" في فلسطين (٢٠٠٦ - ٢٠٠٧).[6]
- شارك الشوملي في إخراج فيلم رسوم متحرّكة وثائقي بعنوان "المطلوبون الـ 18"، الذي عُرض لأوّل مرّة في مهرجان تورونتو السينمائي الدولي عام 2014، وحصل على جائزة أفضل فيلم وثائقي في أبو ظبي، وقرطاج، ومدينة ترافيرس، ومهرجان الجزيرة السينمائيّة، كما أُدرج الفيلم في قوائم الترشيح الطويلة لفئتَي اللّغة الأجنبيّة والأفلام الوثائقيّة في مسابقة جوائز الأوسكار الثامن والثمانين.[7][8]

## أعماله الفنية
شارك في عام 2006، مع 13 فنانًا في مجموعة المخرجين الفلسطينيين الذين ساهموا بمقتطفات سينمائية جُمعت في فيلم واحد «صيف 2006» ويقدم للمشاهدين صورة عن المجتمع الفلسطيني. وعرض شوملي عمله «رمز» وهو عبارة عن صورة لليلى خالد مصنوعة من 3500 أحمر شفاه، في عام 2011. وتضمّ مجموعاتٌ عدةٌ أعمال الفنّان الشوملي، منها: المتحف البريطاني، ومتحف أدوات ترد الغياب– الكويت، ومتحف جامعة بيرزيت– فلسطين، ومؤسسة عبد المحسن القطّان – فلسطين، إلى جانب المجموعات الخاصّة لكلٍّ من: د.رمزي دلّول، والسيدة رنا صادق، والسيد هاشم شوّا، والسيد رامي نمر، والسيد جورج الأعمى.

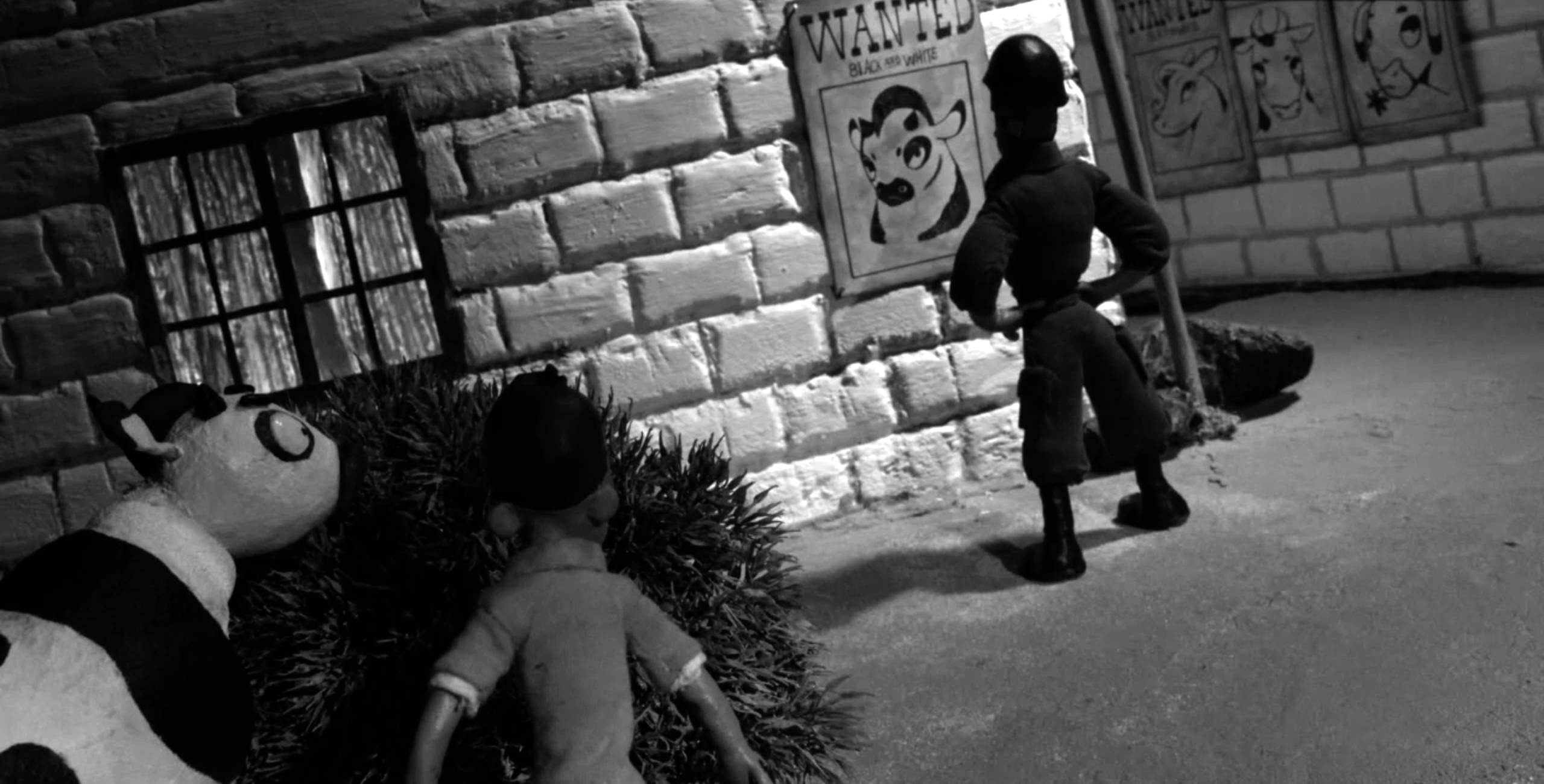
صورة من الفيلم التحريكي «المطلوبون ال-18»

## روابط خارجية
- عامر شوملي على موقع IMDb (الإنجليزية)
- عامر شوملي على موقع أول موفي (الإنجليزية)
- عامر شوملي على موقع قاعدة بيانات الفيلم (الإنجليزية)
- عامر شوملي على موقع كينوبويسك (الروسية)